# 奧比季奇納灣

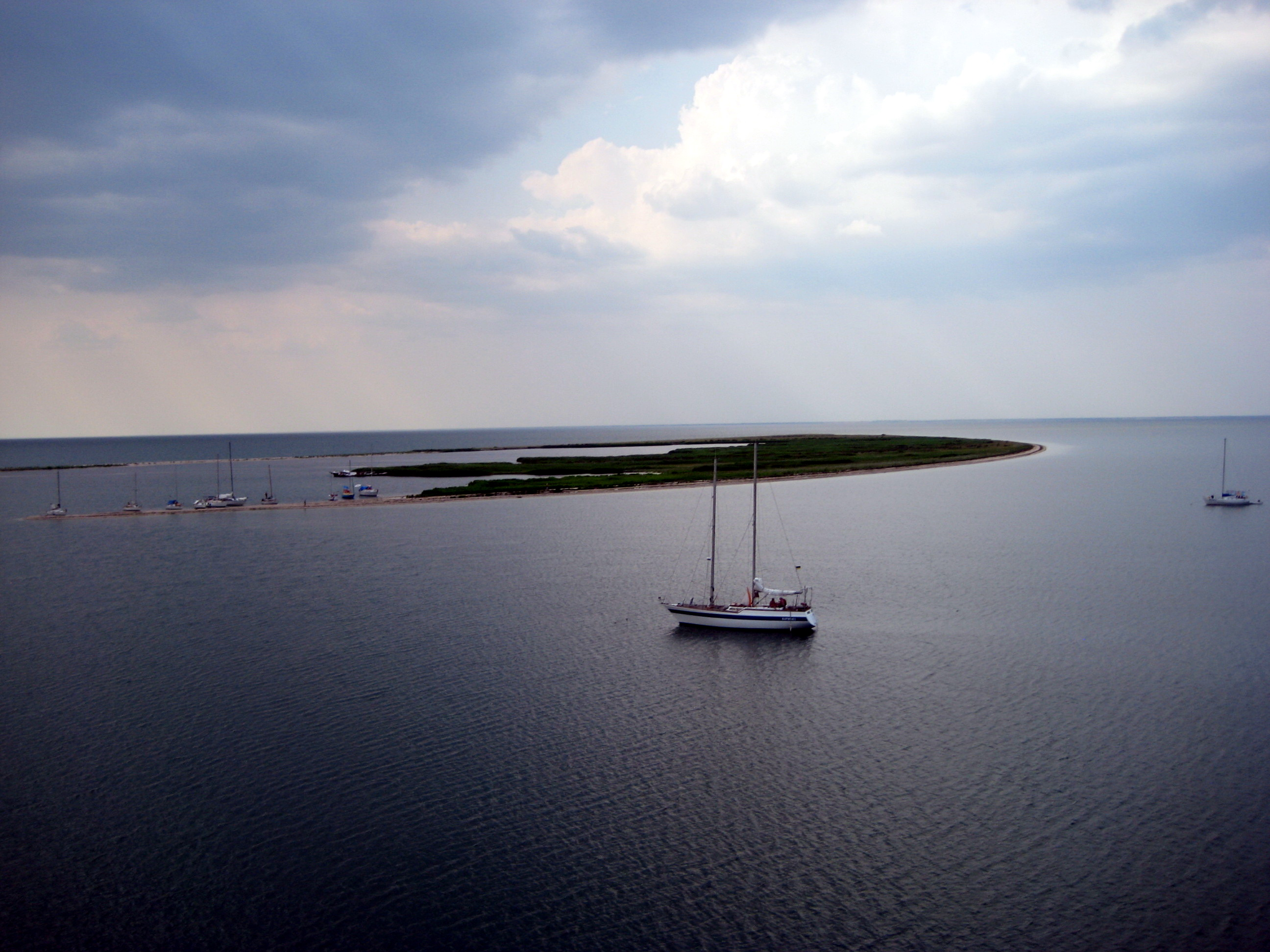

46°36′N 36°08′E / 46.600°N 36.133°E
奧比季奇納灣（烏克蘭語：Обитічна затока），是烏克蘭的海灣，位於該國南部扎波羅熱州，屬於亞速海的一部分，長30公里，平均水深6至8米，該海灣在冬天結冰。